# Número primo delicado
Un número primo delicado, primo digitalmente delicado o primo débil es un número primo donde, bajo una base dada (pero generalmente en numeración decimal), si se reemplaza cualquiera de sus dígitos con cualquier otro dígito, siempre da como resultado un número compuesto.

## Definición
Un número primo se denomina número primo digitalmente delicado cuando, bajo una base dada (aunque generalmente en base 10), la sustitución de cualquiera de sus dígitos por cualquier otro dígito siempre da como resultado un número compuesto. Un número débilmente primo en base b con n dígitos debe producir {\displaystyle (b-1)\times n} números compuestos después de que cada dígito se cambie individualmente a cualquier otro dígito. Hay infinitos números primos débiles en cualquier base. Además, para cualquier base fija existe una proporción positiva de tales números primos.

## Historia
En 1978, Murray S. Klamkin planteó la cuestión de si existían estos números. Paul Erdős demostró que existe un número infinito de primos delicados bajo cualquier base.
En 2007, Jens Kruse Andersen encontró el primo débil {\displaystyle (17\times 10^{1000}-17)/99+21686652} de 1000 dígitos. Este es el mayor número primo débil conocido a 2011.
Terence Tao demostró en un artículo de 2011 que los primos delicados existen en una proporción positiva para todas las bases. Proporción positiva aquí significa que a medida que los primos se hacen más grandes, la distancia entre los primos delicados será bastante similar, por lo que no escasearán entre los números primos.

### Primos digitalmente delicados
En 2021, Michael Filaseta de la Universidad de Carolina del Sur trató de encontrar un número primo delicado tal que cuando se agrega una cantidad infinita de ceros iniciales al número primo y se cambia cualquiera de sus dígitos, incluidos los ceros iniciales, se convierte en compuesto. Llamó a estos números ampliamente digitalmente delicados. Filaseta, con uno de sus estudiantes, demostró en el artículo que existe un número infinito de estos números, aunque no pudieron producir ni un solo ejemplo, habiendo buscado entre 1 y 1 billón. También demostraron que una proporción positiva de números primos son digitalmente delicados.
Jon Grantham dio un ejemplo explícito de un primo ampliamente digitalmente delicado.

## Ejemplos
El número en base b primo delicado más pequeño para las bases 2 a 10 es:
| Base | En la base | Decimal |
| ---- | ---------- | ------- |
| 2    | 11111112   | 127     |
| 3    | 23         | 2       |
| 4    | 113114     | 373     |
| 5    | 3135       | 83      |
| 6    | 3341556    | 28151   |
| 7    | 4367       | 223     |
| 8    | 141038     | 6211    |
| 9    | 37389      | 2789    |
| 10   | 29400110   | 294001  |

En numeración decimal, los primeros números primos débiles son:
294001, 505447, 584141, 604171, 971767, 1062599, 1282529, 1524181, 2017963, 2474431, 2690201, 3085553, 3326489, 4393139 (sucesión A050249 en OEIS)
Para el primero de ellos, cada uno de los 54 números 094001, 194001, 394001, ..., 294009 son compuestos.